# Сквер Ради Європи (Миколаїв)
Сквер Ради Європи — сквер у Центральному районі Миколаєва, розташований на вулиці Садовій. Обмежується двома проїжджими частинами вулиці Садової по боках, вулицею Нікольська зверху і Центральним проспектом знизу. Площа — 1,1 гектари.

## Історія
Сквер названо на честь Ради Європи і співдружності з Європейською спільнотою. Закладений 25 вересня 1999 року з нагоди відзначення 210-річчя Миколаєва учасниками X Асамблеї Міжнародного чорноморського клубу. На честь цієї події в сквері було зведено пам'ятний знак у вигляді каменю з меморіальною дошкою.
Реконструйований 12 вересня 2009 року на честь 220-ї річниці міста за ініціативою міського голови В. Д. Чайки. В сквері було насаджено нові дерева, укладено нові доріжки з тротуарної плитки, бордюри та збудовано два фонтани. 
У квітні 2016 року в сквері було висаджено 24 сакури, привезені із Закарпаття. Кількість сакур символізують кількість років незалежності України.

## Пам'ятники та скульптури
В сквері розташовані монумент «Єдина Європа», пам'ятний знак на честь 210-річчя Миколаєва та пам'ятник Небесній сотні. На перетині Садової і Потьомкінської вулиць розташовуються дві скульптури левів з мармуру.
Монумент «Єдина Європа» відкритий 17 жовтня 2010 року. Автори пам'ятника — скульптор Володимир Цісарик у співавторстві із заслуженим художником України Сергієм Івановим. Матеріал — бронза, граніт. Висота — 3 метри.
Пам'ятний знак на честь 210-річчя Миколаєва було закладено під час відкриття скверу. Розташований в північній від перетину Садової вулиці з вулицею Велика Морська частині скверу.
Пам'ятник Небесній сотні був відкритий з нагоди першої річниці трагічних подій на вулиці Інститутській у Києві. Скульптура символізує воскресіння, а також боротьбу і світ: складається з двох крил, які символізують рух, на одному з них зображений Архістратиг Михаїл, на другому – символічний образ воскресіння, зверху два голуби як символи миру. Висота бронзового пам'ятника без постаменту сягає 4 метрів. Автори — художник Сергій Іванов і скульптор Володимир Цісарик.
Пам'ятник збудовано коштом громади, з бюджету не використали жодної гривні.